# Колодзей, Павел
Па́вел Коло́дзей (пол. Paweł Kołodziej, родился 24 сентября 1980 года, Крыница-Здруй, Польша) — польский боксёр-профессионал, выступающий в первой тяжёлой весовой категории. Бронзовый призёр чемпионата Польши 2003 года (кат. свыше 91 кг.) в любительских соревнованиях. Чемпион мира среди молодежи по версии WBC (2006-2008 гг.), чемпион по версиям IBC (2009 г.), WBF (2010 г.), временный чемпион стран Балтии по версии WBC (2010 г.), интернациональный чемпион по версии WBA (2011 г.), интерконтинентальный чемпион по версии IBF (2012 г.) в первом тяжёлом весе в профессиональном боксе.

## Биография
Павел родился 24 сентября 1980 года в городе Крыница-Здруй (Польша). Его отец Ежи Колодзей активно приучал детей к занятиям спортом с самых малых лет. В детстве Павел катался на велосипеде и роликах, играл в футбол, теннис и хоккей. В спортивную школу родного города его также отвел отец. Сначала Колодзей занимался таэквондо, но после нескольких тренировок переключился на кикбоксинг. Получив аттестат зрелости, Павел поступил в Университет имени Адама Мицкевича в Познани, став впоследствии лицензиатом по специальности "Политология и ресоциализация". Переехав в Познань, Колодзей продолжал активно заниматься кикбоксингом, тренируясь в местном спортивном клубе "Атлетикс". Первым серьёзным достижением поляка была золотая медаль молодежного первенства страны. В дальнейшем Павел четырежды завоёвывал кубок Польши в разделе "фулл-контакт". Боксом Колодзей начал заниматься в познанском спортивном клубе "Олимпия".
В 2003 году поляк выиграл "бронзу" чемпионата Польши в любительских соревнованиях в супертяжёлой весовой категории.
В 2004 году Павел перешёл в профессиональный бокс, выступает в первом тяжёлом весе.  В начале карьеры Колодзея приглашали на спарринги в немецкую промоутерскую компанию "Universum" с последующим предложением о подписании контракта. Однако Павел предпочел работать с польским промоутером Анджеем Василевским.  В период с 2006 по 2012 год завоевал титул чемпиона мира среди молодежи по версии WBC, а также ряд второстепенных чемпионских поясов под эгидами различных боксёрских организаций.
Женат, жена Моника.

## Любительская карьера
В любителях Павел принимал участие в двух национальных чемпионатах Польши.
В 2002 году выступавший за клуб PKB (Познань) Колодзей проиграл в первом же бою Мариушу Велчу (по очкам, 21:22), но в следующем сезоне, заявившись в супертяжёлую весовую категорию, дошёл до полуфинала. Начав чемпионат с победы по очкам над Лукашем Варчолом (17:13), Павел по всем статьям уступил на полуфинальной стадии соревнований Гжегожу Килсе (1:13) и, таким образом, завоевал бронзовую медаль первенства.
В сентябре 2004 года Колодзей перешёл в профессиональный бокс.

## Профессиональная карьера
На профессиональном ринге Колодзей дебютировал 25 сентября 2004 года в возрасте 24 лет, в первом тяжёлом весе, все значимые поединки провёл в данной весовой категории. Павел 27 раз выходил на ринг в родной Польше, пять раз в Германии и один в США. Промоутером боксёра является Анджей Василевский ("Hammer KnockOut Promotions"), тренером — Фёдор Лапин. В продвижении Колодзея также принимал участие Вилфред Зауэрланд ("Sauerland Event").

### 2004 — 2006 годы
В начале профессиональной карьеры Колодзей встречался с соперниками невысокого уровня. До конца 2005 года Павел одержал 11 побед в 11 боях, из них семь досрочных.
В 2006 году польский боксёр продолжил свою победную серию, выиграв ещё три рейтинговых поединка, после чего получил право драться за вакантный титул чемпиона мира среди молодёжи по версии WBC. Оппонентом Колодзея в этом бою, состоявшемся 1 июля 2007 года в Кемпно, стал не имевший поражений Адриан Райкаи из Венгрии.

#### Бой с Райкаи
Павел доминировал на протяжении всего поединка, атакуя, в основном, быстрым джебом и правым хуком. Райкаи, будучи ниже ростом, так и не смог приспособиться к действиям поляка. Колодзей постоянно опережал соперника, лучше защищался, и в шестом раунде нокаутировал венгерского боксёра. Результативная "двойка" Павла с завершающим ударом справа отправила Райкаи на настил ринга. На момент остановки боя Колодзей лидировал по очкам на картах всех судей со счётом 50:45.

### 2007 — 2008 годы
В 2007 году Колодзей провёл две успешных защиты завоёванного титула. Первая из них прошла 24 февраля в Глогуве, где оппонентом Павла был боксёр из Грузии Армен Азизян.

#### Бой с Азизяном
В начальных раундах боя Колодзей имел преимущество, но вследствие хорошей защиты соперника редко наносил чистые удары. Ближе к концу поединка поляк стал действовать более продуктивно — в седьмом раунде отправил Азизяна в нокдаун, полностью доминировал в заключительных трёхминутках. По итогам боя все судьи отдали победу Колодзею со счётом 100:89, 99:90, 100:90. Таким образом, Павел победил Азизяна единогласным судейским решением и сохранил чемпионский пояс.
Вторая защита Колодзеем титула состоялась 22 сентября в Бытоме, соперником поляка стал румынский боксёр Иштван Варга.

#### Бой с Варгой
Колодзей с первых минут начал активно действовать левой рукой, пробивая защиту оппонента. Варге удалось продержаться три раунда, но в четвёртом он оказался не в состоянии противостоять ударам Павла. Рефери в ринге зафиксировал победу Колодзея техническим нокаутом. На момент остановки боя поляк лидировал по очкам на картах всех судей со счётом 30:27.
Третью защиту титула Колодзей провёл 9 февраля 2008 года в Люблине против венгра Ласло Хуберта.

#### Первый бой с Хубертом
Колодзей, имевший значительное преимущество в росте над соперником, уверенно выиграл поединок. В шестом раунде за удар ниже пояса рефери снял с Хуберта очко. В седьмом Павел дважды отправлял оппонента на настил ринга ударами по корпусу и оформил в итоге очередную досрочную победу в карьере. На момент остановки боя Колодзей вёл по очкам на картах всех судей со счётом 60:54, 60:53, 60:54.
До конца 2008 года польский боксёр провёл два нетитульных рейтинговых поединка.
В первом Павел встретился с ещё одним венгерским тяжеловесом Йожефом Надем, имевшим на счету 18 побед на профессиональном ринге при единственном поражении. В пятом раунде боя после непредумышленного столкновения головами соперники получили серьёзные рассечения. В седьмом раунде рефери был вынужден остановить поединок, и победителя определили судейские записки. Поскольку все трое судей на момент остановки боя отдавали предпочтение Колодзею (70:64, 70:64, 68:65), поляку присудили победу техническим решением. Надь и его промоутер Золтан Петраньи потом говорили в интервью, что сильно разочарованы итоговым результатом, поскольку в последних двух раундах Колодзей, по их мнению, дрался на пределе сил и был близок к поражению.
Во втором рейтинговом поединке Павел вторично победил Ласло Хуберта единогласным решением судей.

### 2009 — 2012 годы
В 2009 году Павел провёл два боя, завоевав, а затем и защитив чемпионский титул по версии Интернационального боксёрского Совета (IBC).
20 июня 2009 года его соперником в борьбе за вакантный пояс IBC стал опытный чешский боксёр Роман Крачик, чемпион Чехии в первом тяжёлом весе, одержавший на профессиональном ринге 29 побед при одной ничьей и одном поражении.

#### Бой с Крачиком
Крачик активно начал бой, однако Колодзей умело использовал джеб и останавливал большинство  атак оппонента. В третьей трёхминутке чех увеличил темп и, казалось, перехватил инициативу, но следующие три раунда остались за Павлом. Польский боксёр начал эффективно использовать правый апперкот в комбинации с левым прямым, регулярно пробивавшим защиту Крачика. Вторая половина боя также прошла с преимуществом Колодзея. В девятом и двенадцатом раундах поляк был близок к тому, чтобы закончить поединок досрочно. В итоге Колодзей победил единогласным решением судей со счётом 118:111, 118:110, 118:110.
18 декабря 2009 года Павел защищал завоёванный титул в Лодзи. В роли претендента выступал известный американский боксёр Роб Кэллоуэй.

#### Бой с Кэллоуэем
Уже в конце первого раунда Колодзей ударом справа отправил Роба Кэллоуэя в нокдаун. Во втором раунде Павел продолжал развивать успех сериями точных попаданий. В следующей трёхминутке поляк вторично послал Кэллоуэйя в нокдаун, а в пятом раунде американец оказывался на настиле ринга ещё дважды. В конечном счёте команда Кэллоуэя не выпустила своего боксёра на седьмой раунд. На момент остановки боя Колодзей вёл по очкам на картах всех судей со счётом 60:49, 60:49, 60:50.
В 2010 году Павел завоевал и успешно защитил звание чемпиона мира по версии Всемирной боксёрской Федерации (WBF). Обладателем данного пояса Колодзей стал 20 марта, победив британца Марка Кренса.

#### Бой с Кренсом
Первые два раунда прошли с заметным преимуществом поляка, попадавшего одиночными акцентированными ударами с обеих рук. В третьем раунде Колодзей стал работать более серийно; Кренс с трудом выдерживал атаки соперника и в конце концов оказался на настиле ринга. Британский боксёр сумел подняться, но рефери счёл должным остановить поединок, зафиксировав победу Павла техническим нокаутом..
12 июня 2010 года Колодзей защищал титул WBF в родном Крыница-Здруе в бою против француза Парфе Амуги Амугу.

#### Бой с Амуги Амугу
В этом бою Павел действовал предельно осторожно, атакуя, в основном, с дистанции и избегая опасных правых хуков претендента. В 11 раунде поляк, казалось, отдал инициативу оппоненту, но в итоге все же сохранил больше сил на заключительный отрезок поединка. В 12 раунде Колодзей комбинацией левый джеб-правый кросс потряс французского боксёра. Оценив состояние соперника, Павел провёл длинную многоударную комбинацию с завершающим правым кроссом, отправившим Амуги Амугу на настил ринга. Рефери остановил бой, не открывая счёта. На момент остановки Колодзей вёл по очкам на картах всех судей (109:100, 109:101, 109:100).
11 ноября 2010 года польский боксёр завоевал пояс временного чемпиона стран Балтии по версии WBC, выиграв у американца Джона МакКлэйна.

#### Бой с МакКлэйном
Первые два раунда прошли в равной борьбе. Боксёры осторожничали и выбрасывали мало ударов, опасаясь раскрыться. При этом МакКлэйн превосходил поляка в скорости и предугадывал его атакующие действия. Однако в третьем раунде Колодзей потряс американца левым прямым, отправив того в нокдаун. МакКлэйн поднялся и выразил готовность продолжить поединок, но затем вследствие длинной серии ударов в исполнении Павла ещё дважды оказывался на полу. После заключительного нокдауна рефери остановил бой. На момент остановки на картах всех судей значился счет 19:19.
В 2011 году Колодзей провёл два боя, завоевав и защитив пояс интерконтинентального чемпиона по версии WBA.
Бой за вакантный титул вновь состоялся на родине Павла, в Крыница-Здруе, 5 марта 2011 года, а соперником поляка стал Феликс Кора-младший (США).

#### Бой с Корой
В двух первых раундах боксёры не форсировали события. Начиная с третьего раунда Колодзей прибавил в активности, и, работая на дальней дистанции, регулярно доставал Кору быстрыми комбинациями ударов, срывал джебом попытки американца навязать ближний бой. В конце восьмого раунда Павел потряс оппонента, но развить успех поляку помешал гонг. В десятом раунде Кора все же сумел выйти на удобную дистанцию и нанес несколько точных ударов, периодически проводил удачные атаки и в двух заключительных раундах. Но локальные успехи американца не повлияли на итоговый результат поединка. Колодзей победил единогласным судейским решением со счётом 116:112, 118:110, 118:110 и стал интерконтинентальным чемпионом по версии WBA.
Летом 2011 года Колодзей проводил спарринги в США с известным тяжеловесом Сергеем Ляховичем, помогая ему в подготовке к бою с Робертом Хелениусом. Ожидалось, что поляк будет выступать в более тяжёлой весовой категории. Однако в июле Павел сказал в интервью, что не хочет уезжать из Польши и не планирует менять весовую категорию, предпочитая добиваться чемпионского титула в первом тяжелом весе.
В сентябре Колодзей имел возможность провести рейтинговый поединок с британцем Олой Афолаби, предварительно запланированный в рамках вечера бокса во Вроцлаве с главным боем Томаш Адамек — Виталий Кличко. Однако летом Павел попал в автомобильную катастрофу, и, по словам его промоутера Василевского, хотя и не получил серьёзных травм, но его участие во вроцлавском шоу, по рекомендации врача, исключено.
12 ноября в Гдыне Колодзей защитил титул интерконтинентального чемпиона WBA, нокаутировав аргентинца Мауро Адриана Ордиалеса. Во втором раунде Павел дважды отправлял соперника в нокдаун. После второго нокдауна Ордиалес поднялся до окончания отсчёта рефери, но угол боксёра предпочёл остановить поединок.
В 2012 году Колодзей провёл всего один бой, отобрав титул интерконтинентального чемпиона по версии IBF у румынского боксёра Юлиана Илие.

#### Бой с Илие
Поединок между Павлом Колодзеем и Юлианом Илие состоялся 17 марта в Крыница-Здруе. Первая половина боя прошла в достаточно равной борьбе. Колодзей, входивший на тот момент в десятку сильнейших боксёров первого тяжёлого веса по версиям всех четырёх основных организаций профессионального бокса (№3 WBA, №4 IBF, №6 WBC и №9 WBO), предпочитал работать джебом с дистанции. Илие имел локальные успехи в первом, третьем и шестом раундах, доставая Павла размашистыми свингами. В седьмом раунде Колодзей ударом справа отправил румына в нокдаун и в дальнейшем взял ход боя под свой контроль. Илие не оставлял попыток нанести очередной точный свинг и активно провёл концовку поединка, однако итоговая победа Павла не вызывала сомнений. Поляк был объявлен победителем единогласным решением судей - 120:107, 117:110, 118:110.
8 декабря в Катовице Павел должен был встретиться в элиминаторе (отборочном бою) с американцем Гарретом Уилсоном. Победитель получал право на титульный поединок с чемпионом мира по версии IBF Йоаном Пабло Эрнандесом. Но в период подготовки к бою Колодзей получил травму лодыжки и в итоге не смог выйти на ринг.

### 2013 — 2014 годы
В 2013 году Колодзей провёл три рейтинговых поединка в Польше, последовательно победив по очкам ямайца Ричарда Холла и Дэвида Сесара Кренса из Аргентины, а также нокаутировав немецкого боксёра нигерийского происхождения Принса Энтони Икеджи. В первом раунде боя с Икеджи Павел побывал в нокдауне.
В начале 2014 года польский боксёр неоднократно получал возможность встретиться с сильными соперниками. От запланированного на 1 февраля боя за временный титул чемпиона мира по версии WBA с Илунгой Макабу отказался сам Колодзей, сделав выбор в пользу мартовского поединка за чемпионский пояс IBF с Йоаном Пабло Эрнандесом. Однако бой с кубинцем, первоначально назначенный на 8 марта, был перенесён на 29 марта в связи с вирусным заболеванием у чемпиона, а затем и вовсе отменен ввиду обострения гастрита у того же Эрнандеса. 26 июля Колодзей мог принять участие в отборочном поединке по версии IBF, встретившись в США с Олой Афолаби. В итоге командой поляка было принято решение драться за титул WBA с россиянином Денисом Лебедевым 27 сентября в Москве.

#### Чемпионский бой с Лебедевым
В первом раунде поединка соперники не отличались активностью и, по существу, не наносили акцентированных ударов. Второй раунд проходил с ощутимым преимуществом Лебедева, который сначала сумел провести несколько результативных атак, а затем точным ударом слева отправил Павла на настил ринга.  Колодзей поднялся до окончания отсчёта рефери, но тот, оценив состояние польского боксёра, принял решение остановить бой.
После неудачи в бою за титул чемпиона мира Колодзей сказал в интервью, что не собирается уходить из бокса и планирует ещё два-три года выступать на профессиональном ринге.